# Enzo Cheli
Enzo Cheli (Arezzo, 10 maggio 1934) è un giurista e costituzionalista italiano.

## Biografia
Allievo di Paolo Barile, si è laureato in giurisprudenza presso l'Università degli Studi di Siena nel 1956, con una tesi su "Realtà e diritto dei partiti politici nell'ordinamento costituzionale italiano". Libero docente in diritto costituzionale nel 1963, ha vinto il concorso a cattedra nella stessa materia nel 1967. Ha insegnato Diritto costituzionale e Istituzioni di diritto pubblico nelle Università degli Studi di Cagliari (1963-1968), Siena (1968-1970) e Firenze (1971–1999).
Ha insegnato Dottrina dello Stato presso l'Università LUISS di Roma (1997-1998) e Diritto dell’informazione e della comunicazione presso l'Università degli Studi Suor Orsola Benincasa di Napoli (2000-2001)
e presso la Facoltà di Scienze Politiche dell'Università La Sapienza di Roma (2005-2013). Giudice della Corte Costituzionale dal 1987 al 1995 e Vice Presidente della stessa Corte dal 1995 al 1996.
Presidente dell'Autorità per le garanzie nelle comunicazioni dal 1998 al 2005. Ha presieduto il Consiglio Superiore delle comunicazioni dal 2006 al 2010. Ha partecipato fin dalla fondazione alle attività del "Seminario parlamentare", istituito presso le Facoltà di Giurisprudenza e Scienze politiche di Firenze.
Autore di oltre 200 lavori (monografie, saggi, articoli, note a sentenza, recensioni) dedicati ai settori fondamentali del diritto costituzionale, ha orientato la sua produzione scientifica essenzialmente verso l'analisi delle funzioni di governo, del sistema delle fonti, della giustizia costituzionale, dell'ordinamento regionale, delle libertà connesse all'uso dei mass-media. Alcuni suoi scritti sono dedicati a temi di storia costituzionale. È stato relatore in numerosi convegni scientifici in Italia ed all'estero (Francia, Spagna, Portogallo, Regno Unito, Germania, Stati Uniti, Canada, Argentina, Brasile, Venezuela, Ungheria, Polonia). Ha co-ideato il programma televisivo Il cammino delle idee, in onda su Raitre tra il 1986 e il 1987.
Ha partecipato quale relatore ai Convegni indetti dall'Accademia dei Lincei su “Lo stato delle Istituzioni italiane” (1994), su “Dalla Costituente alla Costituzione” (1997) e su “La Convenzione del Consiglio d'Europa per la protezione dei diritti umani e delle libertà fondamentali” (2000). Ha diretto dal 1981 al 1987 la Rivista «Quaderni costituzionali» e fa parte dei comitati di direzione delle maggiori riviste giuspubblicistiche. Nel 1987, su proposta di Bettino Craxi, venne incluso tra i membri dell'Assemblea nazionale del PSI.
Ha collaborato come opinionista con Il Giorno, Il Messaggero e La Stampa. Ha partecipato a varie Commissioni ministeriali per la riforma della legislazione. È fondatore e presidente emerito dell'Associazione Eunomia, ente attivo a Firenze dal 2005 nel campo dell'alta formazione delle giovani classi dirigenti. Dal 2004 è stato Socio corrispondente e dal 2017 è Socio nazionale dell'Accademia dei Lincei.

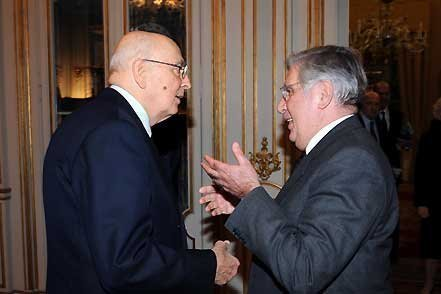
Il presidente della Repubblica Giorgio Napolitano con il Prof. Enzo Cheli in occasione della presentazione degli Annali dell'Enciclopedia del Diritto

Dal 2007 al 2017 ha partecipato, insieme con i proff. Angelo Falzea e Paolo Grossi, alla Direzione scientifica degli «Annali dell'Enciclopedia del diritto», edita da Giuffrè. Dal 2012 è Presidente dell'Associazione di cultura e politica «Il Mulino». Nel 2013 ha fatto parte della Commissione di esperti istituita dal Governo Letta per le riforme costituzionali. Dal 2013 presiede il comitato scientifico di ASTRID, Fondazione per l'analisi, gli studi e le ricerche sulla riforma delle istituzioni democratiche e sull'innovazione nelle amministrazioni pubbliche.
Dal 2015 è componente del Comitato scientifico dell'Enciclopedia italiana Treccani. Nel 2016 riceve il XLIII Premio Scanno - Riccardo Tanturri Provincia dell'Aquila, Sezione Diritto. Durante lo stesso anno è firmatario di un documento di cinquanta costituzionalisti fortemente critici nei confronti del progetto di riforma costituzionale Renzi-Boschi, mentre nel 2020, in occasione del referendum confermativo sulla riduzione dei parlamentari, manifesta la sua posizione favorevole.

## Incarichi istituzionali
Dal 1976 al 1980 è stato componente del Consiglio di amministrazione della RAI.
Dal 1987 al 1995 è stato giudice costituzionale e dal 1995 al 1996 Vice Presidente della stessa Corte.

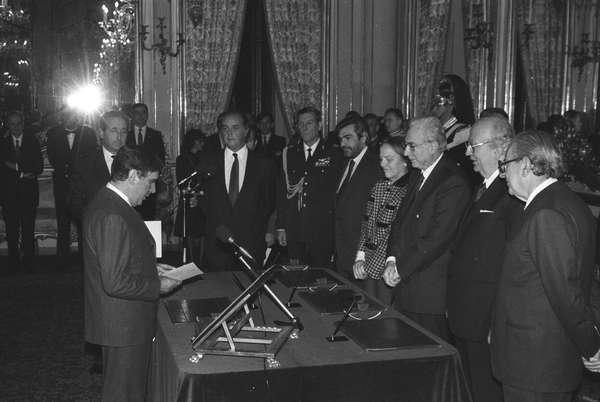
Giuramento di Enzo Cheli come giudice della Corte costituzionale nelle mani del presidente della Repubblica Francesco Cossiga

Dal 1997 al 1998 ha presieduto la Commissione per la riforma del Ministero per i beni culturali e ambientali.
Dal 1998 al 2005 è stato Presidente dell'Autorità per le Garanzie nelle Comunicazioni.
Dal 2006 al 2008 ha presieduto la Commissione per la riforma dell'editoria.
Dal 2007 al 2010 è stato Presidente del Consiglio Superiore delle Comunicazioni.
Dal 2005 al 2012 è stato Presidente del Gabinetto scientifico-letterario G. P. Vieusseux di Firenze.

## Opere
- Atto politico e funzione d'indirizzo politico, Milano, Giuffrè, 1961  (rist. 1968).
- Potere regolamentare e struttura costituzionale, Milano, Giuffrè, 1967.
- Costituzione e sviluppo delle istituzioni in Italia, Bologna, Il Mulino, 1978.
- Il giudice delle leggi: la Corte costituzionale nella dinamica dei poteri, Bologna, Il Mulino, 1996 (rist. 1999).
- La riforma mancata: tradizione e innovazione nella Costituzione italiana, Bologna, Il Mulino, 2000.
- Lo Stato costituzionale. Radici e prospettive, Napoli, Editoriale Scientifica, 2006.
- Il problema storico della Costituente, Napoli, Editoriale Scientifica, 2008.
- Nata per unire. La Costituzione italiana tra storia e politica, Bologna, Il Mulino, 2012.
- Il taccuino di un costituzionalista, a cura di M. Manetti, Quaderni de «Lo Stato», Modena, Mucchi, 2015.
- Istituzioni di diritto pubblico, (in collaborazione con P. Barile e S. Grassi), 16ª ed., Padova, Cedam, 2017.